# كاتدرائية سترينغنس
كاتدرائية سترينغنس (بالسويدية: Strängnäs domkyrka) هي كاتدرائية لوثرية تقع في مدينة سترينغنس السويدية وهي مقر أبرشية سترينغنس التابعة لكنيسة السويد منذ عهد الإصلاح البروتستانتي.

## العمارة

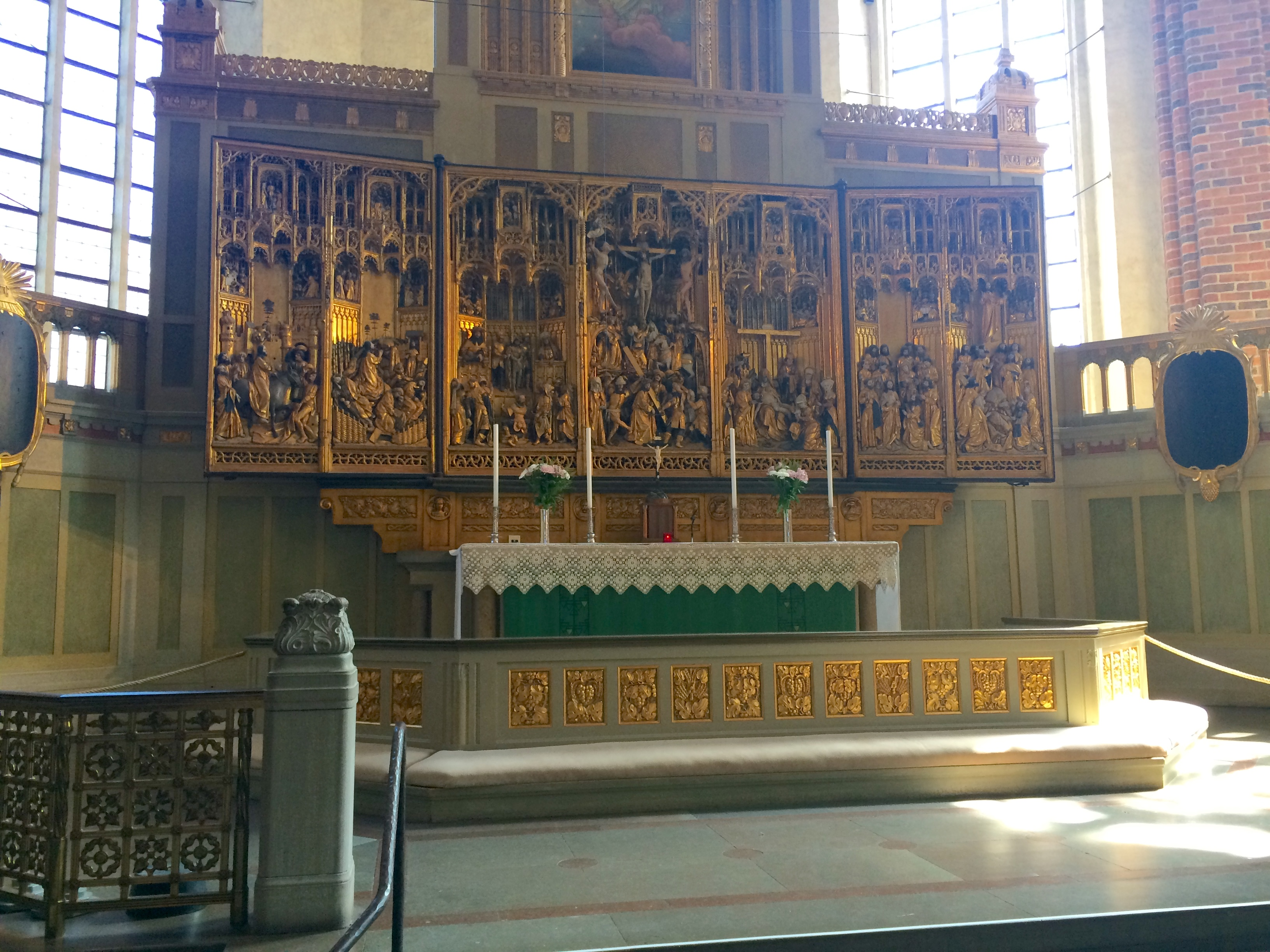
المذبح العلوي لكاتدرائية سترينغنس ويظهر والحرم واللوحة ثلاثيّة الدرفات كبيرة الحجم على الحاجز الخلفي للمذبح.

إجمالاً فإن الكنيسة مبنية بالطوب وتتسم بمعالم نمط البناء بالطوب القوطي الإسكندنافي. شُيدت الكنيسة بالأصل من الخشب على الأرجح في الفترة خلال العقود الأولى من القرن الثاني عشر في البقعة التي كانت تُقام فيها الطقوس الوثنية وهو ذات المكان الذي أُردِي فيه القديس إسكيل قتيلاً إبَّان منتصف القرن الحادي عشر. ولم يُعاد بناء الكنيسة مجدداً من الحجارة والطوب حتى حلول عام 1340 بعدما غدت سترينغنس أبرشيةً.
تحوي الكاتدرائية على مزيج متنوع من أنماط التزيينات المعمارية. يبرز كل من الصحن والمَذْبَح والحرم بطرازها المعماري عالي التقليدية، بالإضافة إلى وجود لوحة ثلاثيّة الدرفات كبيرة الحجم على حاجز المذبح الخلفيّ تطغى على المذبح العلويّ في آخر الجانب الشرقي من المبنى. هذا وقد جُدِّدَ اثنان من المصليات الكنسية الجانبية على هيئة معمارية معاصرة ذات مذابح حديثة وتزيين فني مُجرَّد ذو رمزية دينية.

## قبور شخصيات بارزة
يوجد بالقرب من الكاتدرائية قبور كل من كارل التاسع ملك السويد وستين ستوره الأكبر والأميرة ماريا من بالاتينات-زيمرن. سُرق تاجان اثنان وصليب حامل الكرة الأثريان الخاصان بالملك كارل التاسع والملكة كريستينا من هولشتاين-غوتورب يوم 31 يوليو عام 2018 في عملية سرقت قام بها مجرمون لصوص في وضح النهار فرّوا بالقوارب.

## مكتبة الكاتدرائية

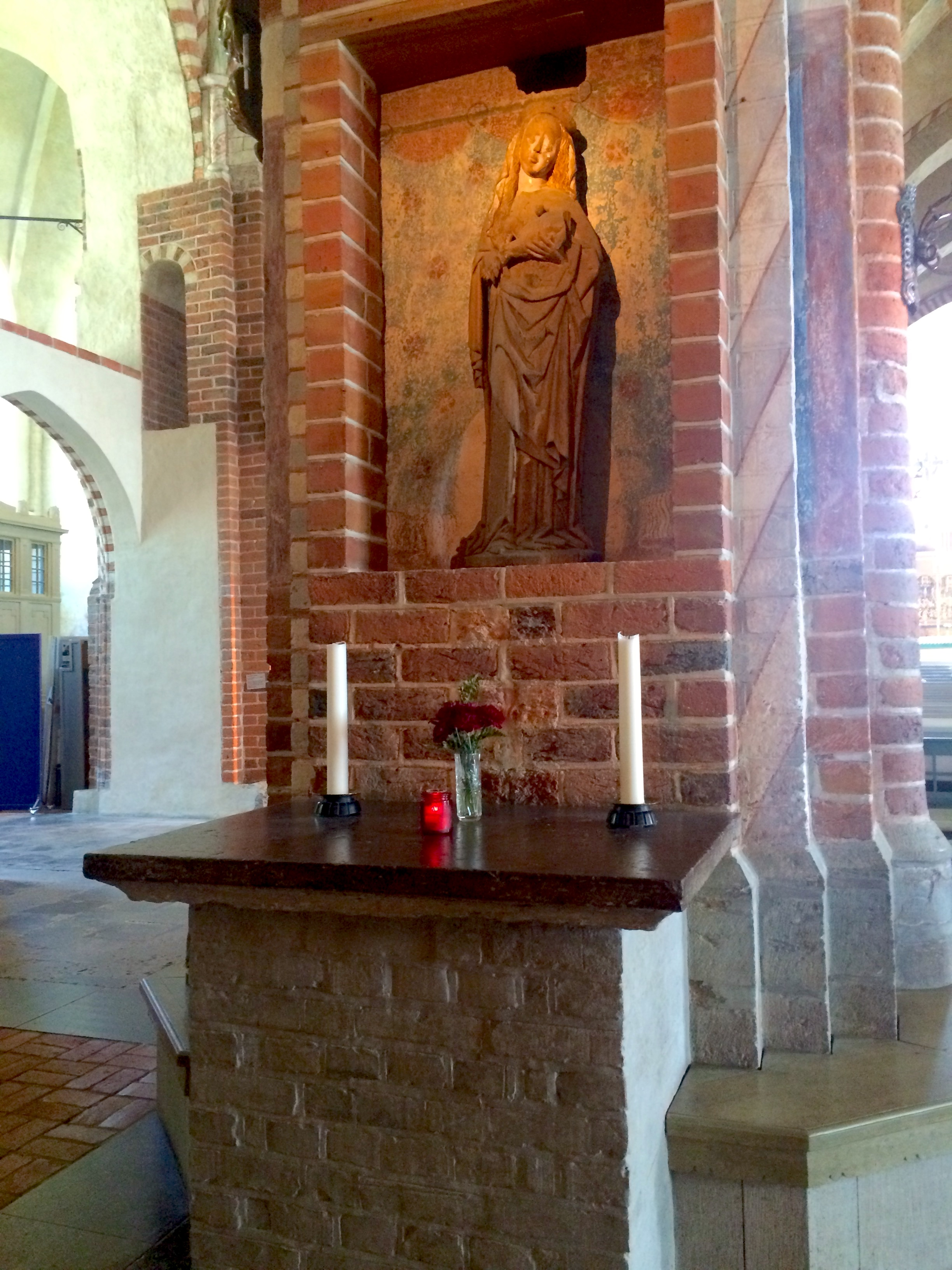
ضريح السيدة العذراء مريم الطوباوية في كاتدرائية سترينغنس.

تعد مكتبة كاتدرائية سترينغنس أحد أقدم المكتبات الباقية والتي ما زالت عاملة في السويد. يعود تاريخ إنشائها إلى العصور الوسطى وتحديداً عام 1316 حين حصل دير سترينغنس الدومينيكاني على مجموعة من الكتب تبرعت بها أرملة وفقاً لإحدى السجلات التاريخية الباقية. وبنيت المكتبة بناءً على رغبة كل من الأسقف كورت روغه والأسقف يون ماتيى. وسَّعت كرستينا ملكة السويد المكتبة خلال القرن السابع عشر من خلال الإضافة عليها مما حصلت عليه السويد من غنائم وأنفال الحروب ولا سيما من مدن براغ وأولوموتس ونيكولزبورغ. وتوسَّعت المكتبة أكثر خلال القرن الثامن عشر فازدادت مجموعاتها من خلال ما تلقته من هدايا ومؤلَّفات منحها رجال الدين الأبرشي، وأبقيت في القاعة الرئيسية لمبنى المدرسة القديم خلال القرن التاسع عشر. أمَّا الآن فهي في مذبح المكتبة الخاص الواقع على الطرف من الجهة الشمالية الغربية من الكاتدرائية. نشر الدكتور هنريك آمينسون (1814-1885) دليلاً شاملاً مطبوعاً عن الكنيسة عام 1863 تألَّف من ما يناهز الستمائة صفحة. معظم الكتب المطبوعة مدرجة في ليبريس وهي الخدمة السويدية المخصصة للبحث وإدراج الكتب. نُشِرَ دليل مطبوع بالمجلدين لهذا المؤلَّف بالسويدية عام 2017.

## وصلات خارجية
- كاتدرائية سترينغنس على الموقع الرسمي لكنيسة السويد (بالسويدية)